# Széppataki Johanna
Kilényiné Széppataki Johanna, Schekenbach Johanna Terézia, Schenbach, névváltozatok: Janka, Jolán (Jászberény, 1797. április 29. (keresztelés) – Miskolc, 1881. április 18.) színésznő, Déryné Széppataki Róza testvérhúga, Kilényi Dávid felesége.

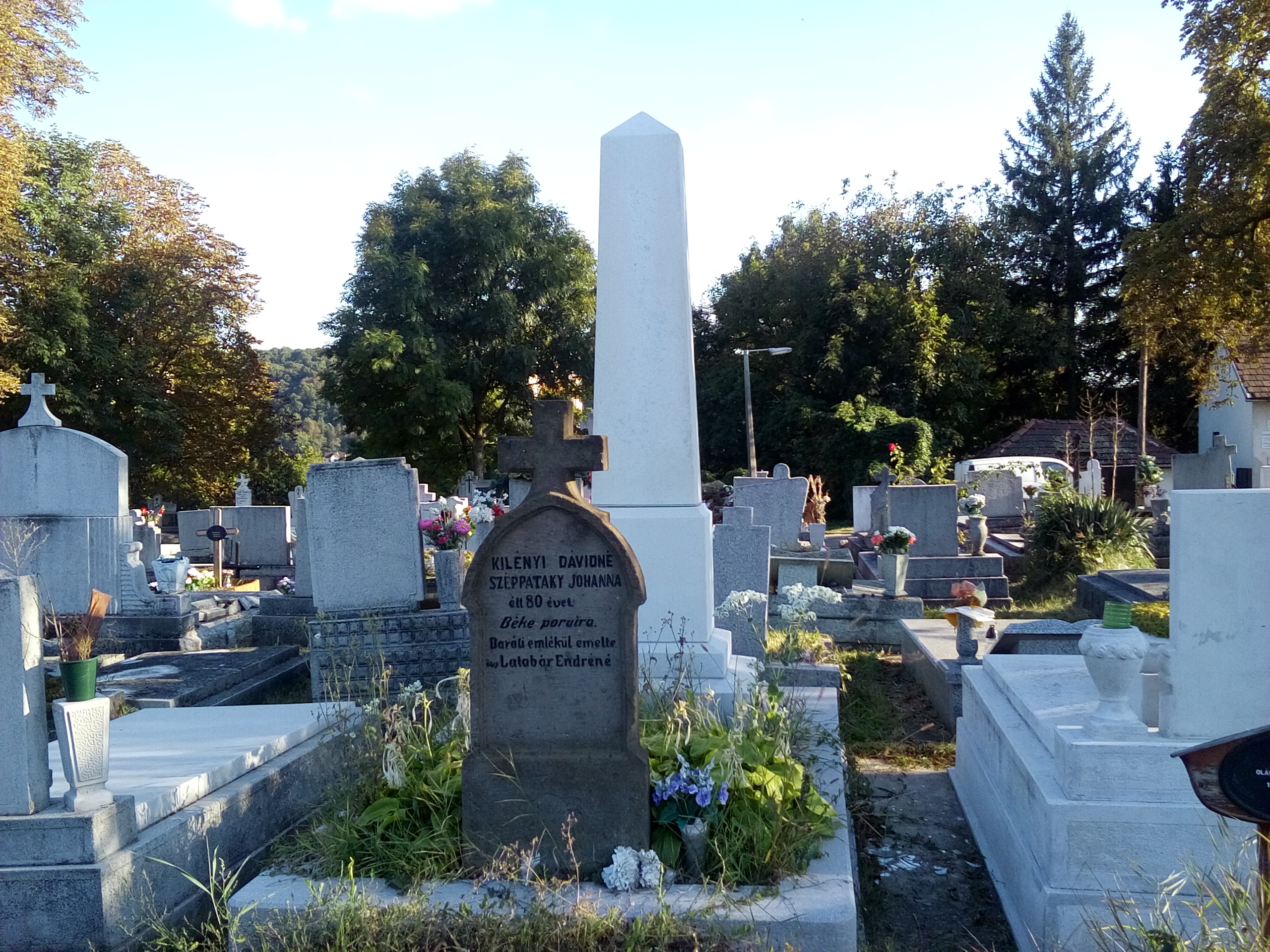
Kilényiné Széppataky Johanna sírja Miskolcon

## Életútja
Scheckenbach József és Riedl Anna leányaként született. 1812–13-ban lépett legelőször színpadra a pesti társulat előadásain. Pályáját 1819-ben Kilényivel kezdte Rimaszombatban Az élet álom c. színműben, nővére segítségével. Előbb naivakat játszott, de mivel nem volt jelentősebb sikere, lemondott a színpadi működésről és pénztárosnő lett. 1836-ban mint vendég szerepelt a budai Várszínházban, júniustól szeptemberig az intézmény tagja is volt. A feltűnő szépségű színésznő azonban nem tudta beleélni magát szerepeibe, így többnyire az intrikus szerepeket alakította jól. 1841. december 3-án Kolozsvárott feleségül ment Kilényi Dávidhoz. Férje társulatában volt tag, 1852-ben bekövetkezett halála után visszavonult. Meghalt 80-ik évében 1881 áprilisában Miskolcon, ahol sírkövét özv. Latabár Endréné emelte. Nővére mellé temették.
Nevelt leányuk: Kilényi Lilla, színésznő, kiről a Hölgyfutár 1851—256. száma így emlékezik meg: „Kedves színpadi alak, gyönyörű csengő hangja és ritka szorgalma, melyet szerepeinek mindenkori hibátlan betanulásában tanúsít s az ártatlan víg szerepek játszásábani ügyessége őt a társaság kedvelt tagjai közé emelik."

## Fontosabb szerepei
- Lidi (Kisfaludy K.: A kérők)
- Dobrochna (Kisfaludy K.: Stibor vajda)
- Világosváriné (Töpfer: Világ divatja)